# Schwaben (Bayern)
Schwaben, inoffiziell auch verdeutlichend Bayerisch-Schwaben genannt, ist ein Gebiet im südwestlichen Teil des Freistaates Bayern, das – wie in Bayern üblich – sowohl als staatlicher Regierungsbezirk als auch als kommunaler Bezirk verwaltet wird. Verwaltungssitz des Regierungsbezirks sowie des Bezirks ist Augsburg. Die längste Grenze des Bezirks verläuft im Westen mit Württemberg.

## Name – Herkunft und Sinngebung
Der seit 1803 zu Bayern gehörende Bezirk Schwaben umfasst etwas mehr als ein Drittel desjenigen Raumes, der heute als Schwaben wahrgenommen wird. Dieses Gesamt-Schwaben ist territorial nicht mehr fassbar, sondern hat seinen Ursprung in den früheren politischen Gebilden, nämlich dem frühneuzeitlichen Schwäbischen Kreis und dem mittelalterlichen Herzogtum Schwaben. Schwaben in Bayern wird leicht mit diesem gesamtschwäbischen Raum verwechselt. Analog dazu wird auch das, was heute als die andere Hälfte Schwabens wahrgenommen wird, nämlich Württemberg, oft fälschlicherweise mit dem Raum Schwaben insgesamt gleichgesetzt. Abseits des amtlichen Sprachgebrauchs wird deshalb verdeutlichend auch von Bayerisch-Schwaben gesprochen.
Der Regierungsbezirk Schwaben in Bayern ist derzeit das einzige politische Territorium, das den Namen Schwaben verwendet. Die Region Oberschwaben zählt nicht als politisches Territorium, sie gehört ungefähr zu drei Vierteln zu Württemberg und zu einem Viertel zu Bayern. Die Unterbezirke Mittel- und Nordschwaben liegen komplett in Bayern. Obgleich es im bayerischen Schwaben seit der Gebietsreform der 1970er Jahre nun auch kleinere Gebiete östlich des Lechs gibt, die seitdem zwar zu Schwaben, aber eben doch zum bairischen Mundartgebiet gehören (siehe Abschnitt Sprachliche Abgrenzung), wirbt die Tourismusbranche mit dem Motto „Wo Bayern schwäbisch schwätzt“. Andersherum gibt es seit dieser Gebietsreform auch Gebiete, die schwäbisch sind, aber nun zu Oberbayern gehören.

## Gliederung
Schwaben umfasst vier kreisfreie Städte und zehn Landkreise:

### Kreisfreie Städte
- Augsburg
- Kaufbeuren
- Kempten (Allgäu)
- Memmingen

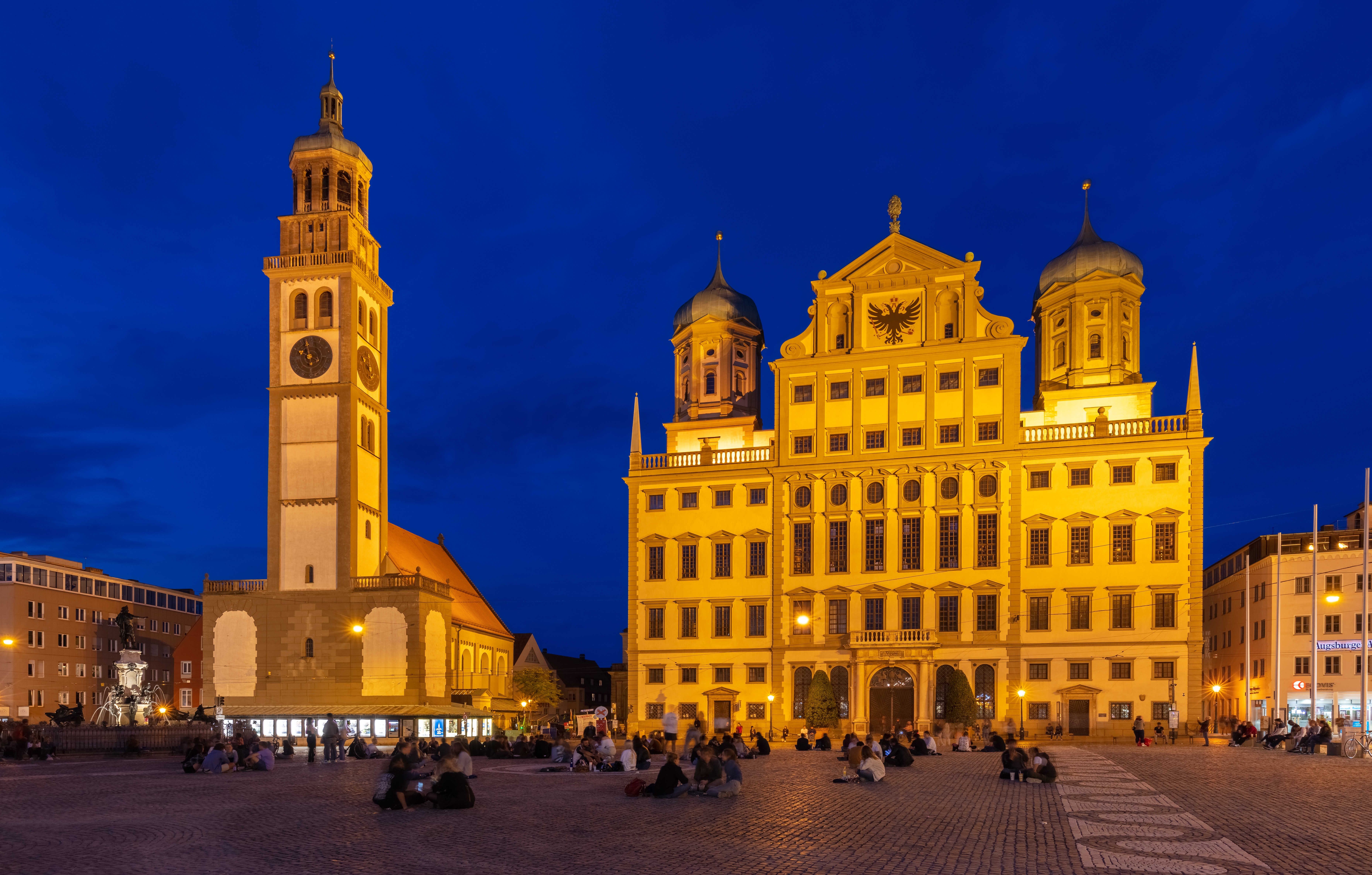
Rathausplatz in Augsburg
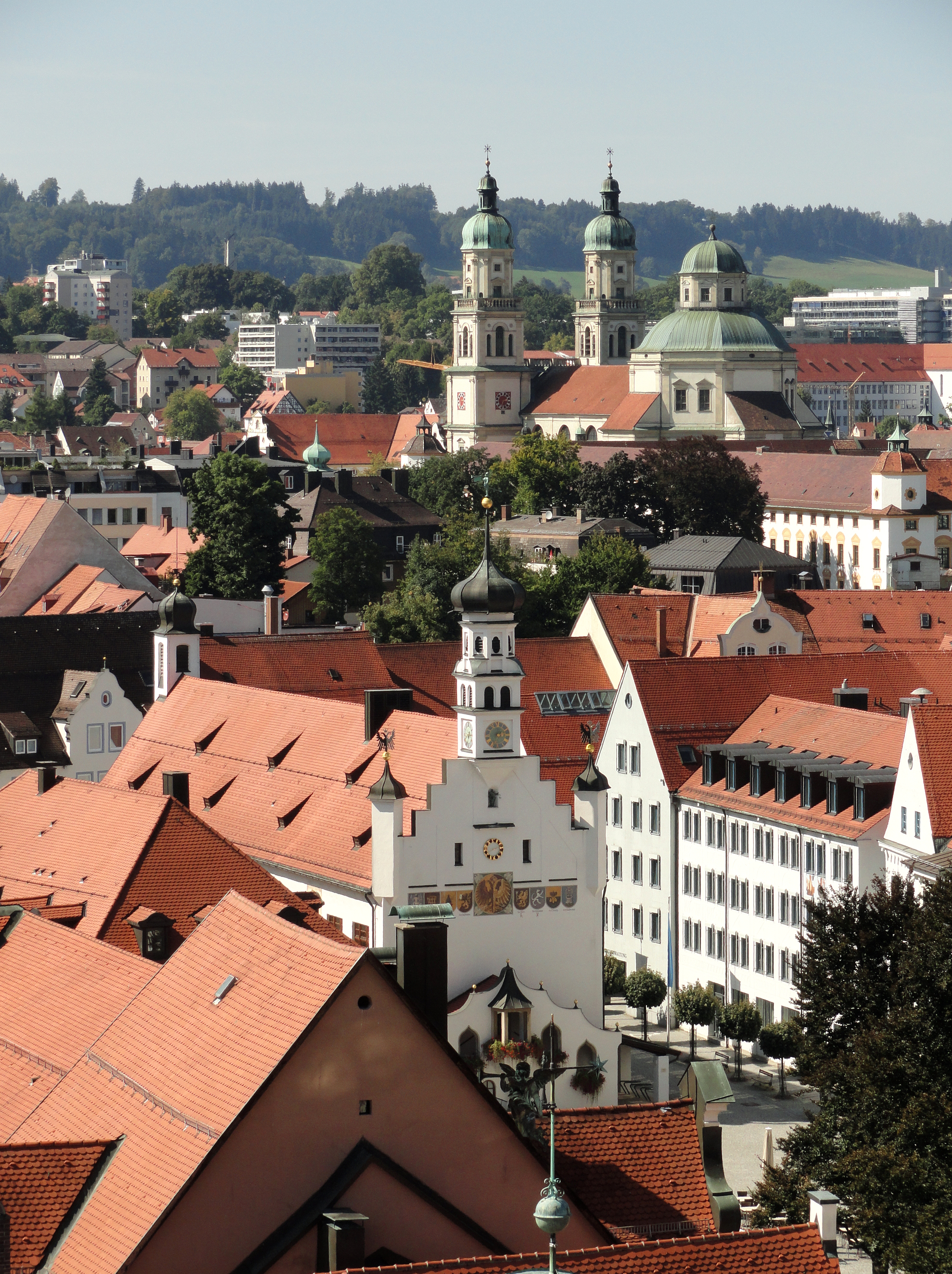
Kemptener Innenstadt
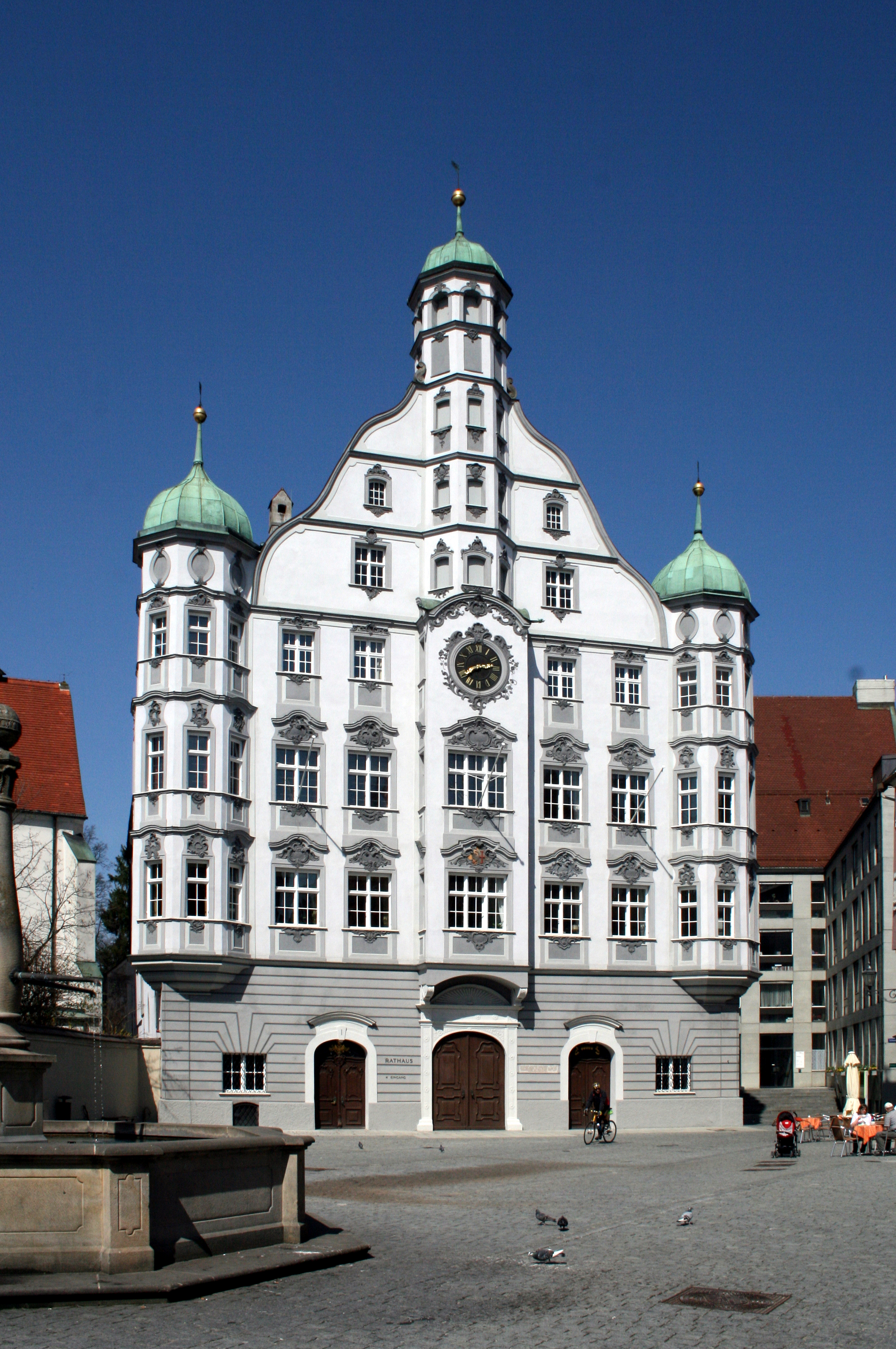
Rathaus in Memmingen
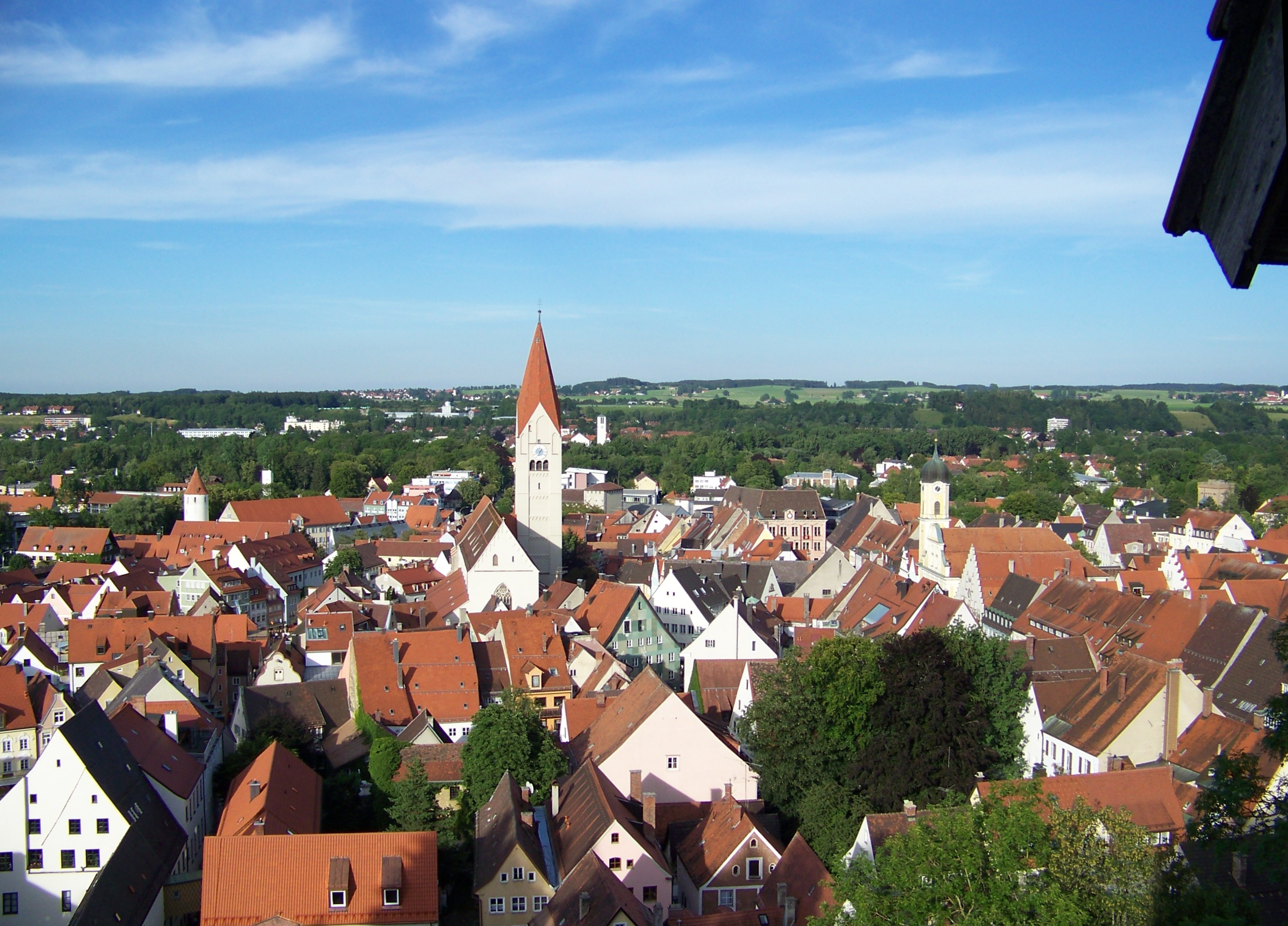
Innenstadt Kaufbeuren

### Landkreise
- Landkreis Aichach-Friedberg
- Landkreis Augsburg
- Landkreis Dillingen an der Donau
- Landkreis Donau-Ries
- Landkreis Günzburg
- Landkreis Lindau (Bodensee)
- Landkreis Neu-Ulm
- Landkreis Oberallgäu
- Landkreis Ostallgäu
- Landkreis Unterallgäu

Frühere Landkreisnamen:
- Der Landkreis Aichach-Friedberg hieß in der Übergangszeit vom 1. Juli 1972 bis zum 30. April 1973 Landkreis Augsburg-Ost.
- Der Landkreis Augsburg hieß in der Übergangszeit vom 1. Juli 1972 bis zum 30. April 1973 Landkreis Augsburg-West.
- Der Landkreis Donau-Ries hieß in der Übergangszeit vom 1. Juli 1972 bis zum 30. April 1973 Landkreis Nördlingen-Donauwörth. Der Sitz der Kreisverwaltung befand sich in Nördlingen.
- Der Landkreis Günzburg hieß in der Übergangszeit vom 1. Juli 1972 bis zum 30. April 1973 Günzkreis.
- Der Landkreis Neu-Ulm hieß in der Übergangszeit vom 1. Juli 1972 bis zum 30. April 1973 Illerkreis.
- Der Landkreis Ostallgäu hieß in der Übergangszeit vom 1. Juli 1972 bis zum 30. April 1973 Landkreis Marktoberdorf.
- Der Landkreis Unterallgäu hieß in der Übergangszeit vom 1. Juli 1972 bis zum 30. April 1973 Landkreis Mindelheim.

## Gliederung vor der Kreisreform

Alte Landkreisgrenzen

Vor der Landkreisreform am 1. Juli 1972 hatte Schwaben zehn kreisfreie Städte und 20 Landkreise:

### Kreisfreie Städte vor der Kreisreform
- Augsburg
- Dillingen an der Donau (heute Große Kreisstadt im Landkreis Dillingen an der Donau)
- Günzburg (heute Große Kreisstadt im Landkreis Günzburg)
- Kaufbeuren
- Kempten (Allgäu)
- Lindau (heute Große Kreisstadt im Landkreis Lindau)
- Memmingen
- Neuburg an der Donau (heute Große Kreisstadt im Landkreis Neuburg-Schrobenhausen)
- Neu-Ulm (heute Große Kreisstadt im Landkreis Neu-Ulm)
- Nördlingen (heute Große Kreisstadt im Landkreis Donau-Ries)

### Landkreise vor der Kreisreform
- Landkreis Augsburg
- Landkreis Dillingen an der Donau
- Landkreis Donauwörth (heute Teil des LKR Donau-Ries)
- Landkreis Friedberg (heute Teil des LKR Aichach-Friedberg)
- Landkreis Füssen (heute Teil des LKR Ostallgäu)
- Landkreis Günzburg
- Landkreis Illertissen (heute aufgespalten; die südliche Hälfte ging an den LKR Unterallgäu, die nördliche an den LKR Neu-Ulm)
- Landkreis Kaufbeuren (heute Teil des Landkreises Ostallgäu)
- Landkreis Kempten (Allgäu) (heute Teil des Landkreises Oberallgäu)
- Landkreis Krumbach (Schwaben) (heute Teil des LKR Günzburg)
- Landkreis Lindau (Bodensee)
- Landkreis Marktoberdorf (heute Teil des Landkreis Ostallgäu)
- Landkreis Memmingen (heute Teil vom Landkreis Unterallgäu)
- Landkreis Mindelheim (heute Teil vom Landkreis Unterallgäu)
- Landkreis Neuburg an der Donau (heute weitgehend Teil des Landkreises Neuburg-Schrobenhausen (Oberbayern))
- Landkreis Neu-Ulm
- Landkreis Nördlingen (heute Teil des Landkreis Donau-Ries)
- Landkreis Schwabmünchen (heute Teil des Landkreis Augsburg)
- Landkreis Sonthofen (heute Teil des Landkreises Oberallgäu)
- Landkreis Wertingen (heute aufgespalten; die südliche Hälfte ging an den Landkreis Augsburg, die nördliche an den Landkreis Dillingen an der Donau)

## Geschichte

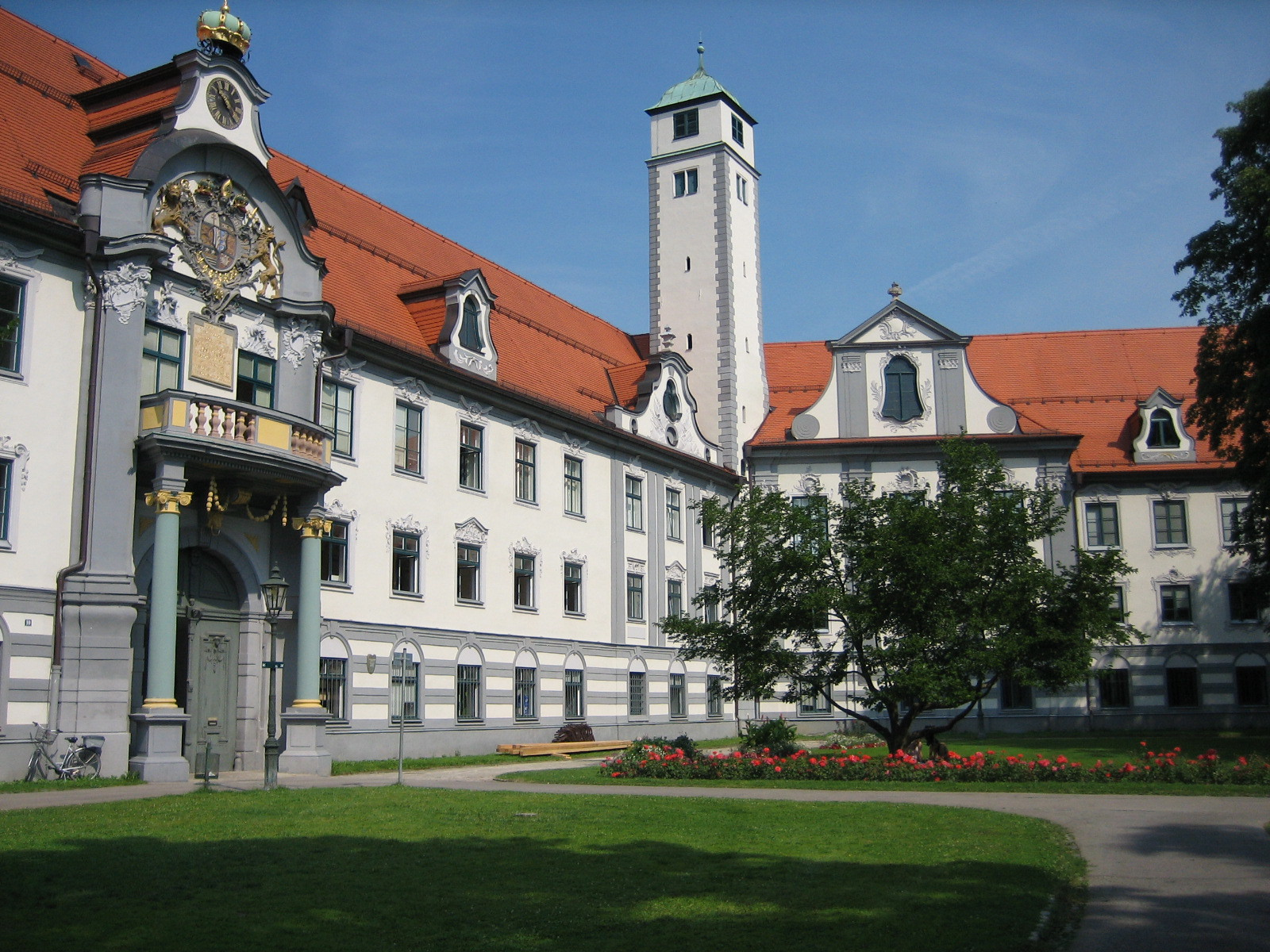
Sitz der Regierung von Schwaben in der ehemaligen Fürstbischöflichen Residenz in Augsburg

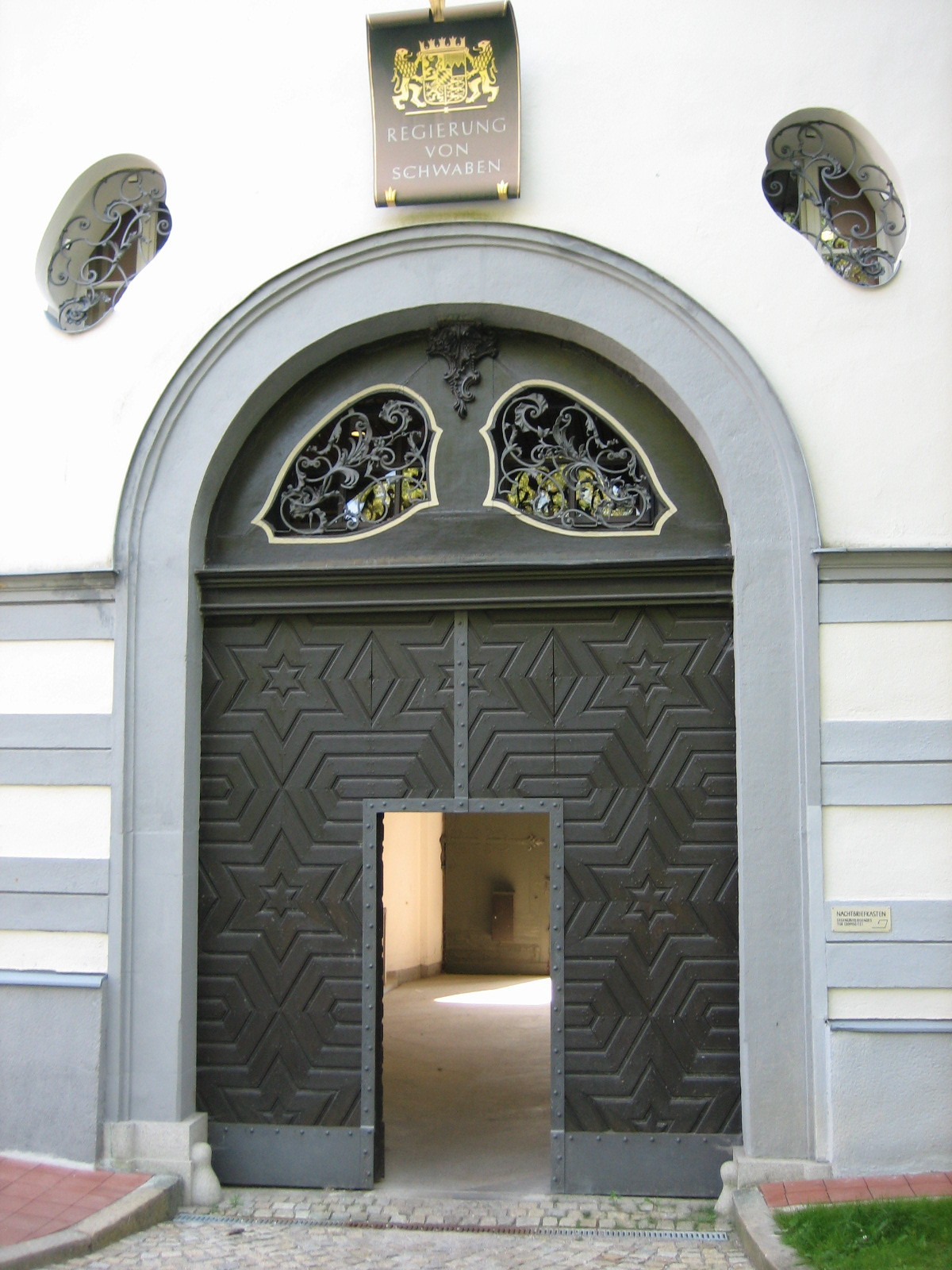
Westportal der ehemaligen fürstbischöflichen Residenz in Augsburg

Im Jahre 1803 wurde die Baierische Provinz Schwaben unter einer Landesdirektion in Ulm aus schwäbischen Gebieten, die durch den Reichsdeputationshauptschluss an Bayern fielen, gebildet. Teile wurden allerdings erst zwei Jahre später mit dem Frieden von Pressburg bayerisch, als zeitweise ganz Vorarlberg an Bayern fiel. Andere Teile wie Höchstädt an der Donau gehörten bereits seit dem Mittelalter zu Bayern, als Ludwig der Strenge seinen Neffen Konradin von Schwaben beerbte, beziehungsweise später zu Pfalz-Neuburg. 1809 musste Bayern westliche Teile Schwabens, darunter Ravensburg und Ulm, an Württemberg abgeben, die damals festgelegte Grenze wurde seitdem nicht mehr verändert. 1814 fiel Vorarlberg bis auf die Westallgäuer Teile der Herrschaften Bregenz und Hohenegg, die bayerisch blieben, an das Kaisertum Österreich zurück. Ein Grenzvertrag vom 30. Januar 1844 klärte strittige Abschnitte der Grenze zwischen dem Königreich Bayern und dem zu Österreich gehörenden Gubernium Tirol und Vorarlberg. So gehört beispielsweise Spielmannsau erst seither zu bayerisch Schwaben.
Im neuen Königreich Bayern wurden die bayerischen Teile Schwabens 1808 in drei Kreise untergliedert (Oberdonaukreis, Lechkreis, Illerkreis), die 1817 zum Oberdonaukreis mit Verwaltungssitz Augsburg vereinigt wurden. Im Jahre 1837 wurde dieser in Anlehnung an das Herzogtum Schwaben, dessen ehemaligen Ostteil er bildet, in Kreis Schwaben und Neuburg umbenannt, wobei das Landgericht Neuburg an der Donau neu zum Kreis kam, die Landgerichte Aichach, Friedberg und Rain aber wieder zurück an Oberbayern fielen. Rain kam 1879 wieder an den Kreis. Im Jahre 1900 wurde im Zuge einer Neugliederung der Bezirke das Bezirksamt Schwabmünchen durch Aufteilung des Bezirksamts Augsburg errichtet. Im Jahre 1929 wurde das Bezirksamt Zusmarshausen aufgelöst. Die Gemeinden dieses Bezirksamtes wurden anschließend den Bezirksämtern Augsburg und Wertingen zugeordnet.
In der Weimarer Republik war, beginnend mit der Revolution 1918, die Region Schauplatz intensiver Arbeitskämpfe und Streiks – eine Statistik des Historikers Claus-Peter Clasen zählt insgesamt 131 Streiks und Aussperrungen vor allem in der Textil- und Metallindustrie, aber auch im Baugewerbe. Die Lohnstreiks waren eine Fortsetzung der mit Weltkrieg und Revolution zunehmenden Aktivität der Arbeiterbewegung, die nach Verbesserung der Lebensbedingungen für die arbeitende Bevölkerung strebte.
Diese Bewegung fand jedoch 1933 ihr Ende – Sozialdemokratie und Gewerkschaften wurden auch in Bayerisch-Schwaben verboten, Streiks waren illegal. 1938 wurde der Name Schwaben und Neuburg zu Schwaben gekürzt. Im Jahre 1939 wurden die Bezirksämter in Landkreise umbenannt. Im Jahr 1940 verlor die Stadt Donauwörth den Status einer kreisunmittelbaren Stadt. Im Jahre 1944 trat der Landkreis Friedberg vom Regierungsbezirk Oberbayern zum Regierungsbezirk Schwaben über. Der Landkreis Lindau wurde 1945 als Bayerischer Kreis Lindau Teil der französischen Besatzungszone aus dem Gebiet aus-, 1955 jedoch durch einen Volksentscheid wieder eingegliedert. Während der Zeit trug es das historische deutsche Kfz-Kennzeichen FBY für „Französisch-Bayern“. Im Jahre 1972 fielen im Zuge der großen Gebietsreform in Bayern die Stadt und der Hauptteil des Landkreises Neuburg a.d. Donau sowie die Fuchstalgemeinden des bisherigen Landkreises Kaufbeuren an Oberbayern und der Hauptteil des bisherigen Landkreises Aichach an Schwaben.

## Kultur
- Liste von Burgen und Schlössern in Schwaben (Bayern)
- Liste von Pfarrhäusern in Bayern (Schwaben)

## Geografie

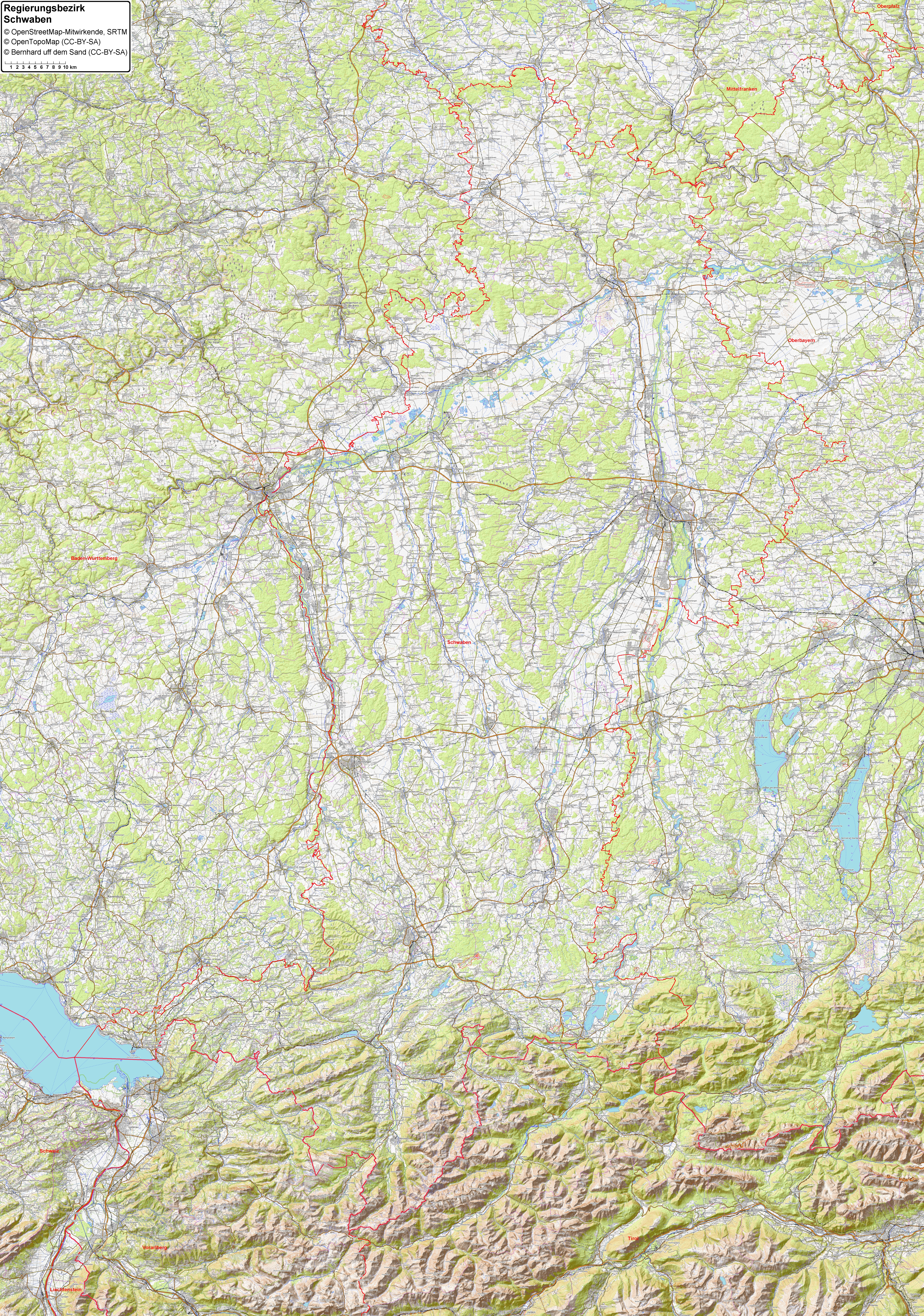
Topographische Karte des Regierungsbezirks Schwaben

Die Landschaft Bayerisch-Schwaben liegt im Südwesten Bayerns und reicht vom Ries im Norden bis zum bayerischen Allgäu im Süden. Im Westen wird Bayerisch-Schwaben weitgehend von der Iller begrenzt, im Süden teilweise durch den Bodensee und im Osten durch den Lech bzw. durch den Lechrain. Es grenzt im Norden an Mittelfranken, im Osten an Oberbayern, im Süden an Tirol und Vorarlberg in Österreich, im Bodensee an den Kanton St. Gallen in der Schweiz und im Westen an Baden-Württemberg. Der geographische Mittelpunkt liegt bei der Ortschaft Eppishausen. Der höchste Gipfel ist die Hochfrottspitze in den Allgäuer Alpen.

### Naturräumliche Einheiten
- Nördlinger Ries als Teil des Schwäbischen Keuper-Lias-Landes
- Schwäbische Alb
- Donau-Iller-Lech-Platte
- Bayerisches Alpenvorland
- Nördliche Kalkalpen

### Landschaften
- Allgäu
- Donauried
- Lechfeld
- Mittelschwaben
- Nordschwaben (Bayern)
- Naturpark Augsburg – Westliche Wälder
- Nördlinger Ries
- Oberschwaben
- Schwäbisches Donaumoos

### Flüsse
- Brenz
- Donau
- Egau
- Günz
- Iller
- Kammel
- Kessel (Donau)
- Lech
- Mindel
- Nau
- Paar
- Schmutter
- Singold
- Wertach
- Wörnitz
- Vils (Lech)
- Zusam

Näheres siehe unter Liste der Flüsse im Regierungsbezirk Schwaben

### Seen
- Alatsee
- Alpsee (bei Füssen)
- Großer Alpsee (bei Immenstadt)
- Autobahnsee im Stadtgebiet Augsburg
- Bannwaldsee
- Bodensee
- Forggensee
- Grüntensee
- Hopfensee
- Ilsesee (Bayern) in Augsburg
- Kuhsee in Augsburg
- Niedersonthofener See
- Rottachsee
- Schwansee
- Stempflesee in Augsburg
- Weißensee

## Wirtschaft
Die Wirtschaft in Schwaben ist geprägt vom produzierenden Gewerbe, hier vor allem vom Maschinenbau, sowie vom Tourismus. Schwaben hat sich in den vergangenen Jahren im Verbund mit Nachbarregionen zu einem der innovationsstärksten Räume Europas entwickelt.

### Wirtschaftskraft
Das Bruttoinlandsprodukt (BIP) von Bayerisch-Schwaben lag 2022 bei gut 84 Milliarden Euro. Das entspricht einem Zuwachs von 11,5 Prozent im Vergleich zu 2018. Im Jahr 2022 lag das BIP pro Einwohner bei 43.525 Euro.
„Gemessen am Bruttoinlandsprodukt sind diese kreisfreien Städte und Landkreise die wirtschaftsstärksten Räume in Schwaben“:
|   | Region           | BIP je Einwohner in Euro – 2022 |
| - | ---------------- | ------------------------------- |
| 1 | Memmingen        | 65.592                          |
| 2 | Kempten          | 59.544                          |
| 3 | Donau-Ries       | 55.017                          |
| 4 | Augsburg (Stadt) | 51.216                          |
| 5 | Günzburg         | 46.000                          |

Quelle:  

### Branchen
Das produzierende Gewerbe ist die wichtigste Säule, auf der die Wirtschaftskraft Bayerisch-Schwabens beruht.
| 32 % | Produzierendes Gewerbe                                                                        |
| 23 % | Finanz-, Versicherungs- und Unternehmensdienstleistungen, Grundstücks- und Wohnungswirtschaft |
| 19 % | Öffentliche und private Dienstleister                                                         |
| 18 % | Handel, Verkauf und Lager, Gastgewerbe, Informatik und Kommunikation                          |
| 07 % | Baugewerbe                                                                                    |
| 01 % | Land- und Forstwirtschaft, Fischerei                                                          |

Der Anteil am Umsatz, der im produzierenden Gewerbe mit dem Auslandsgeschäft erzielt wird, liegt bei rund 45 Prozent.
Ein weiterer wichtiger Wirtschaftszweig für Bayerisch-Schwaben ist der Tourismus, insbesondere für das Allgäu. 2019 hat der schwäbische Tourismus neue Allzeit-Höchstwerte erreicht. Sechs Millionen Gästeankünfte wurden verzeichnet. Das ist ein Plus von 1,3 Prozent im Vergleich zum Vorjahr. In den vergangenen zehn Jahren ist diese Zahl sogar um mehr als 62 Prozent gestiegen.

### Beschäftigtenzahlen
Mehr als 758.000 sozialversicherungspflichtig Beschäftigte gab es im Jahr 2019 in Bayerisch-Schwaben. Diese Zahl steigt seit Jahren an – 2019 mit schwabenweit zwei Prozent überdurchschnittlich stark (zum Vergleich: Beschäftigungszunahme in Bayern 1,9 Prozent.
Die Arbeitslosenquote betrug 2019 im Jahresdurchschnitt 2,6 Prozent und damit unter dem bayernweiten Schnitt von 2,8 Prozent sowie deutlich unter dem bundesweiten Wert von 5 Prozent.
38 Prozent der schwäbischen Beschäftigten arbeiten im produzierenden Gewerbe, 39 Prozent im Dienstleistungssektor, 22 Prozent im Bereich Handel, Verkehr und Gastgewerbe. Die meisten schwäbischen Beschäftigten arbeiten im Einzelhandel (57.300 Beschäftigte). Eine weltweit anerkannte Spitzenposition nimmt Schwaben im Bereich der Luft- und Raumfahrt ein. Hier arbeiten mehr als 15.000 Menschen. Das entspricht einem Lokalisierungsgrad von 3,9. Das heißt: In Schwaben arbeiten gemessen an der Beschäftigtenzahl fast viermal so viele Menschen in dieser Branche als im Bundesdurchschnitt.
Fast 23.000 junge Menschen absolvierten 2019 eine Berufsausbildung in rund 5000 bayerisch-schwäbischen IHK-Mitgliedsunternehmen.

## Tourismus

### Wirtschaftliche Bedeutung
Der Tourismus im Regierungsbezirk Schwaben gilt, wie der Tourismus in Bayern insgesamt, als eine Leitökonomie. Mit über 17 Millionen gewerblichen Übernachtungen bei ca. 6 Millionen Ankünften im Jahr 2019 sowie einem umfangreichen Tagesausflugsverkehr, ist der Tourismus in der Region laut einer Studie für 5,68 Mrd. Euro Gesamtumsatz verantwortlich.
Im Jahr 2019 verzeichnete Bayerisch-Schwaben fast 2 Millionen gewerbliche Ankünfte bei 3,5 Millionen Übernachtungen; also etwa 32,5 % der Ankünfte und 20 % der Übernachtungen im Regierungsbezirk Schwaben. Das Allgäu verzeichnet mit 4 Millionen Ankünften (67,5 %) und 13,6 Millionen Übernachtungen (80 %) innerhalb des Tourismusverbandes den deutlich höheren Anteil im Vergleich zu Bayerisch-Schwaben.

### Vermarktung durch Bayerisch-Schwaben und Allgäu GmbH
Der Regierungsbezirk Schwaben wird touristisch vom Tourismusverband Allgäu/Bayerisch-Schwaben e. V. (gegründet 1950) repräsentiert und vermarktet. Dieser stellt dabei einen der vier bayerischen Tourismusverbände dar. Das Verbandsgebiet teilt sich in zwei eigenständige Destinationen: das Allgäu im Süden und Bayerisch-Schwaben im Norden. Die Vermarktung der beiden Einzelregionen erfolgt für Bayerisch-Schwaben über die Geschäftsstelle des Tourismusverbandes Allgäu/Bayerisch-Schwaben e. V. in Augsburg. Für das Allgäu ist die Allgäu GmbH in Kempten verantwortlich.
Die Tourismusdestination Bayerisch-Schwaben besteht aus den Landkreisen Aichach-Friedberg, Augsburg, Dillingen, Donau-Ries, Günzburg, Neu-Ulm und der kreisfreien Stadt Augsburg. Die Tourismusdestination Allgäu vermarktet sich als Gemeinschaft der vier Allgäuer Landkreise Lindau, Oberallgäu, Ostallgäu und Unterallgäu, den kreisfreien Städten Kaufbeuren, Kempten, Memmingen. Zusätzlich wird das baden-württembergische Allgäu rund um Isny sowie die österreichischen Regionen Kleinwalsertal und Tannheimer Tal mit vermarktet.

### Attraktionen, Sehenswürdigkeiten und Aktivitäten
Der Tourismus im Allgäu zieht Jahr für Jahr Millionen von Gästen an. Somit zählt das Allgäu ganzjährig zu den beliebtesten deutschen Reisedestinationen.
Als bekannteste Reiseziele beheimatet Bayerisch-Schwaben die Romantische Straße, den Donauradweg, das Legoland Deutschland in Günzburg, die Fuggerstadt Augsburg sowie den Geopark Ries. Eine klassische Wintersaison wie im Allgäu gibt es hier, abgesehen von den Weihnachtsmärkten, nicht.
Zu den wichtigsten Attraktionen, Sehenswürdigkeiten und Aktivitäten in Bayerisch-Schwaben zählen folgende Punkte:
- Schloss Neuschwanstein
- Legoland Deutschland in Günzburg (über 1,8 Mio. Besucher 2019)
- Fuggerstadt Augsburg
- Städte entlang der Romantischen Straße: Wallerstein, Nördlingen, Harburg, Donauwörth, Rain, Augsburg, Friedberg
- Städte an der Donau: Zweilandstadt Ulm/Neu-Ulm, Günzburg, Lauingen, Dillingen a.d. Donau, Höchstädt, Donauwörth sowie Rain am Lech
- Bekannte Ferienstraßen: neben der Romantischen Straße sind dies vor allem die Sisi-Straße, die Via-Claudia Augusta oder die Oberschwäbische Barockstraße
- Radwege entlang der Flüsse und Flusstäler, darunter Premiumradwege mit ADFC-Klassifizierung: Donauradweg, DonauTäler-Radweg, Radweg Via Claudia Augusta und der Illerradweg.
- Wanderwege: Der Donauwald-Wanderweg als derzeit einzig klassifizierter Premiumwanderweg (Wanderbares Deutschland e. V.)
- Museen des Bezirks Schwaben[18]

## Verkehr
Durch Schwaben verliefen bereits in der vorindustriellen Zeit bedeutende Fernhandelswege. Dazu zählten beispielsweise die bekannte Via Claudia zur Zeit der Römer oder mittelalterliche Handelsrouten über die Alpen nach Venedig. Diese und andere Straßen trugen wesentlich dazu bei, dass der Handel in Schwaben florierte und sich die Städte entwickeln konnten.
Mit Beginn der industriellen Revolution entstand dann bis zur Jahrhundertwende in Schwaben ein dichtes Eisenbahnnetz. Durch den anschließenden Neubau von modernen Fernstraßen in der ersten Hälfte des 20. Jahrhunderts erhielt der Regierungsbezirk zudem ein leistungsfähiges überörtliches Straßennetz.
Die zweite Hälfte des 20. Jahrhunderts war geprägt durch ein stetiges Wachstum der Verkehrs- und Transportleistungen. Gleichzeitig fand eine Verlagerung von der Schiene auf die Straße statt und auch der Flugverkehr gewann in Schwaben an Bedeutung. In der Folge kam es zum Ausbau der bestehenden Fernstraßen und der beiden Flugplätze in Augsburg und Memmingen sowie zur Stilllegung von Bahnstrecken, insbesondere im ländlichen Raum. Am 1. Januar 1979 umfasste das Streckennetz der Deutschen Bundesbahn in Schwaben rund 680 Kilometer Hauptbahn und 395 Kilometer Nebenbahn.

## Religionen
Die Bewohner Schwabens sind (wie die Altbayern) überwiegend katholisch, wenngleich eine wichtige protestantische Minderheit besteht, die sich vor allem im Nördlinger Ries und auf den ehemals reichsstädtischen Territorien Ulms und Memmingens befindet. Außer in den ehemaligen Reichsstädten Augsburg, Lindau, Memmingen, Nördlingen, Kaufbeuren und Kempten hielt sich die lutherische Konfession nur noch in wenigen einst reichsritterschaftlichen Orten (Bächingen an der Brenz, Burtenbach, Haunsheim).
Die katholischen Christen werden hauptsächlich durch das Bistum Augsburg vertreten, im Landkreis Donau-Ries teilweise auch durch das Bistum Eichstätt. Die Bewohner des Allgäus sind fast ausschließlich katholisch.
In Augsburg gibt es auch eine jüdische Gemeinde. In den größeren Städten wie Augsburg, Kempten, Memmingen, Neu-Ulm oder Kaufbeuren gibt es auch muslimische Gemeinden. Außerdem leben hier auch Angehörige verschiedener orthodoxer christlicher Kirchen.
Gemäß Zensus 2011 waren 60,8 % der Bevölkerung katholische, 16,5 % evangelische, 1,5 % orthodoxe und 0,5 % evangelisch-freikirchliche Christen, 0,1 % waren jüdischen Glaubens, 3,1 % gehörten sonstigen und 17,5 % keiner öffentlich-rechtlichen Religionsgemeinschaft an.

## Schutzgebiete
In Bayerisch Schwaben gibt es 59 Naturschutzgebiete, 115 Landschaftsschutzgebiete, 120 FFH-Gebiete, zwölf EU-Vogelschutzgebiete und mindestens 233 Geotope (Stand: April 2016). Das größte Naturschutzgebiet im Gebiet sind die Ammergauer Alpen.
Siehe auch:
- Liste der Naturschutzgebiete in Schwaben (Bayern)
- Liste der Landschaftsschutzgebiete in Schwaben (Bayern)
- Liste der FFH-Gebiete in Schwaben (Bayern)
- Liste der EU-Vogelschutzgebiete in Schwaben (Bayern)
- Liste der Geotope in Schwaben (Bayern)

## Sprachliche Abgrenzung

Das traditionelle Verbreitungsgebiet westoberdeutscher (=alemannischer) Dialektmerkmale im 19. und 20. Jahrhundert. Bayerisch Schwaben liegt in dessen nordöstlichem Teil

Die meisten Gebiete Schwabens fielen in den Jahren nach der Säkularisation 1803 an Bayern. Lediglich der spätere Landkreis Aichach-Friedberg gehörte von Anfang an (seit dem 6. Jahrhundert) zu Bayern. Später erwarb der Herzog von Bayern weitere schwäbische Gebiete. So kamen mit der Konradinischen Schenkung Gebiete am Lechrain und an der oberen Donau an Bayern. Abgesehen vom altbayerischen Aichach werden schwäbisch-alemannische Dialekte gesprochen, doch auch in und um Aichach sind schwäbische Anklänge zu finden („Konnsch, muasch“ für kannst/musst), da es sich um einen im westlichen Altbayern typischen Übergangsdialekt handelt. Im Selbstverständnis sind die Aichacher jedoch trotz dieser dialektalen Besonderheit Oberbayern.
Die Sprachfärbungen weichen aufgrund des Dialektkontinuums von den in Württemberg gesprochenen schwäbischen Mundarten ab. Östliche Sprachgrenze gegenüber den bairischen Ortsdialekten ist der Lech mit einigen Verlagerungen um Augsburg, Landsberg/Lech, Schongau und Füssen. Dies ist sogar auf einer Landkarte erkennbar: Viele Orte westlich des Lechs enden auf dem schwäbisch-alemannischen -ingen, während viele Orte östlich des Lechs mit dem bairischen -ing enden.
Der Wortschatz der Dialekte von Bayerisch-Schwaben wird erfasst und beschrieben im Schwäbischen Wörterbuch. Die Sprachgeografie der verschiedenen Ortsdialekte ist dargestellt im Sprachatlas von Bayerisch-Schwaben.

## Bezirk
Der Bezirk Schwaben bildet mit den anderen Bezirken die dritte kommunale Ebene des Freistaats Bayern. Die Kernaufgaben des Bezirks liegen im sozialen und kulturellen Bereich. Die Organe des Bezirks sind der Bezirkstag, der Bezirksausschuss und der Bezirkstagspräsident (Art. 21 Bezirksordnung).

### Geschichte
Das Königreich Bayern hatte noch vor Preußen sein Gebiet 1806 in Kreise gegliedert. 1828 bis 1919 bestand für Schwaben (Oberdonaukreis bis 1837) als Vertretungsgremium ein Landrat(h), von 1919 bis 1945 war der entsprechende Begriff Kreistag bzw. Bezirksverbandstag, da die Bezeichnung „Kreis“ in der NS-Zeit der preußischen Bezeichnung „Bezirk“ angeglichen wurde. Im Jahr 1939 wurden auch die „Bezirksämter“ reichseinheitlich in „Landkreise“ umbenannt, was die Verfassung des Freistaates Bayern jedoch kurz nach dem Zweiten Weltkrieg ignorierte. Die trotz der Regelung in der Verfassung als Bezirkstage bezeichneten Kommunalparlamente wurden 1954 zum ersten Mal nach dem Zweiten Weltkrieg wieder gewählt.

### Bezirkstag
- SPD: 3
- Grüne: 4
- FDP: 1
- FW: 6
- ÖDP: 1
- CSU: 13
- AfD: 6

| Wahl | CSU | SPD     | FW | Grüne | FDP | Die Linke | REP | ÖDP | NPD | GDP¹ | BP | Piraten | AfD | Gesamt |
| ---- | --- | ------- | -- | ----- | --- | --------- | --- | --- | --- | ---- | -- | ------- | --- | ------ |
| 2023 | 13  | 2 / 3 ² | 6  | 4     | 1   | 1 / 0 ²   |     | 1   |     |      |    |         | 6   | 34     |
| 2018 | 13  | 3       | 5  | 6     | 2   | 1         |     | 1   |     |      | 1  |         | 4   | 36     |
| 2013 | 13  | 4       | 3  | 2     | 1   | 1         |     | 1   |     |      | 1  | 1       |     | 27     |
| 2008 | 13  | 4       | 4  | 2     | 2   | 1         |     |     |     |      |    |         |     | 26     |
| 2003 | 18  | 4       | 2  | 2     |     |           |     |     |     |      |    |         |     | 26     |
| 1998 | 17  | 8       | 2  | 1     |     |           | 1   |     |     |      |    |         |     | 29     |
| 1994 | 18  | 7       |    | 2     |     |           | 1   | 1   |     |      |    |         |     | 29     |
| 1990 | 18  | 7       |    | 2     | 1   |           | 1   |     |     |      |    |         |     | 29     |
| 1986 | 19  | 7       |    | 2     | 1   |           |     |     |     |      |    |         |     | 29     |
| 1982 | 20  | 8       |    | 1     |     |           |     |     |     |      |    |         |     | 29     |
| 1978 | 20  | 8       |    |       | 1   |           |     |     |     |      |    |         |     | 29     |
| 1974 | 20  | 8       |    |       | 1   |           |     |     |     |      |    |         |     | 29     |
| 1970 | 19  | 9       |    |       | 1   |           |     |     |     |      |    |         |     | 29     |
| 1966 | 16  | 10      |    |       | 1   |           |     |     | 2   |      |    |         |     | 29     |
| 1962 | 16  | 9       |    |       | 1   |           |     |     |     | 2    | 1  |         |     | 29     |
| 1958 | 16  | 7       |    |       | 1   |           |     |     |     | 3    | 2  |         |     | 29     |
| 1954 | 14  | 7       |    |       | 1   |           |     |     |     | 3    | 4  |         |     | 29     |

¹ 1954 und 1958 GB/BHE
² Nach der Wahl wechselte Frederik Hintermayr von der Partei „Die Linke“ zur SPD.

### Präsidenten des Landrats (bis 1919), Kreistags bzw. Bezirksverbandstags (1919 bis 1945) und Bezirkstags (ab 1954)
- Josef Mundig, 1829
- Anton Anselm Fürst Fugger von Babenhausen, 1830–1832, 1833–1835
- Friedrich Karl Freiherr von Eyb, 1833
- Franz Graf von Paumgarten, 1836–1837
- Marquard Freiherr von Stain, 1838–1845
- Joseph von Weiß, 1846–1851
- Ernst von Stetten, 1852–1863
- Ulrich von Zoller, 1864
- Oskar von Stobäus, 1865–1867
- Julius von Röck, 1868–1883
- Oskar von Lossow, 1884–1893
- Balthasar von Reiger, 1894–1898
- Adolf Horchler, 1899–1919
- Otto Merkt, 1919–1945
- Albert Kaifer (CSU), 1954–1958
- Josef Fischer (CSU), 1958–1974
- Georg Simnacher (CSU), 1974–2003
- Jürgen Reichert (CSU), 2003–2018

Seit dem 8. November 2018 ist Martin Sailer (CSU) Bezirkstagspräsident. Sein Stellvertreter ist Peter Schiele (CSU). Weitere Stellvertretende sind Petra Beer (SPD), Barbara Holzmann (Grüne) und Alfons Weber (CSU).
(Quellen unter)

### Wappen
Das Wappen wurde am 15. Oktober 1965 durch Bescheid des Bayerischen Staatsministeriums des Innern genehmigt.
Blasonierung: „Unter goldenem Schildhaupt, darin ein wachsender, rotbewehrter und golden nimbierter schwarzer Doppeladler, gespalten; vorne gespalten von Rot und Silber, hinten fünfmal schräglinks geteilt von Silber und Rot, überdeckt mit einem goldenen Pfahl.“
Der Adler des Alten Reiches soll nicht nur die schwäbischen Reichsstädte Augsburg, Kaufbeuren, Memmingen, Kempten, Lindau, Donauwörth, Nördlingen, und (mit einigen Gebietsteilen) Ulm versinnbildlichen, sondern auch das ehemalige umfangreiche Reichsgut der Staufer und die reichsritterschaftlichen Territorien.
Der von Rot und Silber gespaltene Schild des Hochstifts Augsburg ist stellvertretend für die geistlichen Territorien bis 1803, unter denen insbesondere das Fürststift Kempten, die Abteien Ottobeuren, Irsee, Roggenburg, Wettenhausen, Ursberg, Kaisheim und Elchingen, sowie das Damenstift Lindau zu nennen sind. Die hochstiftisch-augsburgischen Gebiete zogen sich von der Gegend südlich von Neresheim bis in die Allgäuer Alpen hin, sodass mit diesem Zeichen ein breiter Landstreifen links des Lechs unmittelbar angesprochen wird.
Mit dem alten Wappen der Markgrafschaft Burgau ist im Hoheitszeichen des Bezirks insbesondere Mittelschwaben mit Teilen der Landkreise Günzburg, Illertissen, Neu-Ulm und Krumbach vertreten. Darüber hinaus soll es an alle unmittelbaren weltlichen Territorien im schwäbischen Bereich bis zum Ende des Alten Reiches erinnern, z. B. an die weithin verstreuten fuggerschen Gebiete, den Besitzkomplex der Linien des Hauses Oettingen um Nördlingen und schließlich auch an die alten wittelsbachischen Gebiete am Lech und an der Donau, sowie Wemding, Schwangau und Mindelheim. Statt heraldischer Hinweise auf die Wittelsbacher bot sich im vorliegenden Fall als schwäbische Besonderheit das Wappen der bis 1805 vorderösterreichischen Markgrafschaft Burgau an, das auch in künstlerischer Hinsicht einen guten Bezug zum farblich verwandten Augsburger Hochstiftswappen herstellt.

### Flagge
Die Flagge ist Rot-Gelb gestreift mit aufgelegtem Bezirkswappen.

### Partnerschaften
Regionalpartnerschaften bestehen zwischen dem Bezirk Schwaben und dem Département Mayenne in Frankreich (seit 1987) sowie der Bukowina in Rumänien und der Ukraine (1997).

### Einrichtungen
Der Bezirk hat das Kommunalunternehmen Bezirkskliniken Schwaben eingerichtet und unterhält fünf Berufsfachschulen, die Bezirksheimatpflege, Forschungs- und Beratungsstellen für Trachten und Kleidungskultur sowie für Volksmusik. Weiter ist er unter anderem Träger des Museums KulturLand Ries (ehem. Rieser Bauernmuseum Maihingen) und des Museums Oberschönenfeld und über einen Zweckverband am Schwäbischen Bauernhofmuseum in Illerbeuren beteiligt.

## Regierungsbezirk
Der Regierungsbezirk Schwaben ist gebietsmäßig identisch mit dem Bezirk Schwaben. Er ist der Zuständigkeitsbereich der staatlichen Mittelbehörde Regierung von Schwaben.

### Regierungspräsidenten
Generalkommissäre des Oberdonaukreises (bis 1837) und Regierungspräsidenten von Schwaben
| Name                            | Amtszeit (Beginn)  | Amtszeit (Ende)    |
| ------------------------------- | ------------------ | ------------------ |
| Karl Ernst von Gravenreuth      | 1. April 1817      | 29. September 1826 |
| Karl Joseph von Drechsel        | 1. Januar 1827     | 1828               |
| Ludwig zu Oettingen-Wallerstein | 14. April 1828     | 31. Dezember 1831  |
| Franz Arnold Linck              | 1. Januar 1832     | 18. Januar 1838    |
| Carl Albert Leopold von Stengel | 1. Februar 1838    | 30. November 1843  |
| Anton von Fischer               | 1. Dezember 1843   | 30. Juni 1849      |
| Georg Karl von Welden           | 1. Juli 1849       | 24. Juli 1857      |
| Ernst von Lerchenfeld           | 1. Januar 1858     | 23. September 1868 |
| Theodor von Zwehl               | 24. September 1868 | 10. September 1870 |
| Winfried Hörmann von Hörbach    | 11. September 1870 | 28. Februar 1887   |
| Wilhelm von Pechmann            | 1. März 1887       | 21. Mai 1887       |
| Joseph von Kopp                 | 1. Juli 1887       | 30. September 1897 |
| Wilhelm von Lermann             | 6. Oktober 1897    | 31. Mai 1906       |
| Paul von Praun                  | 1. Juni 1906       | 30. September 1923 |
| Heinrich von Spreti             | 1. Oktober 1923    | 30. Juni 1933      |
| Otto Dorn (komm.)               | 1. Juli 1933       | 15. Juni 1934      |
| Karl Wahl                       | 5. Juli 1934       | 28. April 1945     |
| Otto Schwaab (komm.)            | 28. April 1945     | 24. Mai 1945       |
| Konrad Kreißelmeyer             | 25. Mai 1945       | 31. Dezember 1948  |
| Hans Martini                    | 1. Juli 1949       | 31. Juli 1955      |
| Michael Fellner                 | 1. August 1955     | 30. November 1966  |
| Frank Sieder                    | 1. Dezember 1966   | 31. Mai 1984       |
| Rudolf Dörr                     | 1. Juni 1984       | 31. Mai 1993       |
| Ludwig Schmid                   | 1. Juni 1993       | 31. August 2008    |
| Karl Michael Scheufele          | 1. September 2008  | 14. April 2018     |
| Erwin Lohner                    | 1. Mai 2018        | 1. März 2023       |
| Barbara Schretter               | 1. März 2023       | im Amt             |